# 西脇安
西脇 安（にしわき やすし、1917年2月20日 - 2011年3月27日）は、日本の生物学者（放射線生物学）。勲等は勲三等。学位は医学博士（京都大学・1954年）、理学博士（京都大学・1962年）。東京工業大学名誉教授、ウィーン大学名誉教授。
大阪帝国大学理学部助手、大阪理工科大学助教授、大阪市立医科大学助教授、東京工業大学理工学部付属原子炉研究施設教授などを歴任した。

## 概要
初期のキャリアにおいては原子核物理学実験を専門とし、第二次世界大戦中は核兵器開発研究にも関与したが、戦後連合国軍最高司令官総司令部 (GHQ)によって原子核の研究が禁止されたことを受けて、放射線生物学に転向した。
アメリカ合衆国が1954年にビキニ環礁で行った水爆実験「ブラボー実験」による被害の調査を行い、日本国外にも事件の情報を伝達した。第五福竜丸から採取した放射性降下物の分析結果を西脇がジョセフ・ロートブラットに伝えたことによって、ラッセル＝アインシュタイン宣言やパグウォッシュ会議といった世界的な反核運動へと発展した。

## 来歴

### 生い立ち
1917年2月20日、醸造学者の父西脇安吉と教育家・婦人運動家の母西脇りかの5人の子供の4番目（次男）として生まれた。大阪帝国大学（大阪大学の前身）理学部物理学科において浅田常三郎の下で原子核物理学を学び、1939年に卒業した。

### 物理学者として
東京帝国大学（東京大学の前身）航空研究所の特別研究生、大阪帝国大学大理学部の副手・助手を経て、1945年大阪理工科大学（近畿大学理工学部の前身）の助教授に就任した。核兵器開発研究であるニ号研究に関与し、熱拡散法によるウラン濃縮の実験を行った。

### 生物学者として
第二次世界大戦後、連合国軍最高司令官総司令部 (GHQ)によって原子核の研究が禁止されたため、専門分野を放射線生物学に変えた。1949年、大阪市立医科大学（大阪市立大学医学部の前身）の助教授、生物物理研究室主任に就任した。1950年から1951年まで、第一回日米人事交流事業により、ペンシルベニア大学とコロンビア大学に留学し、放射線生物物理学の基礎を学んだ。
京都大学で、1954年に医学博士、1962年に理学博士の学位を取得している。
1959年にはライナス・ポーリングの招きにより、カリフォルニア工科大学の客員研究員を務めた。1960年2月に東京工業大学理工学部付属原子炉研究施設（原子炉工学研究所、後の先導原子力研究所の前身）の保健物理部門の教授に就任し、1970年9月まで在籍した。1968年から1977年まで、ウィーンの国際原子力機関 (IAEA)に派遣され、この間ウィーン大学の客員教授も務めた。
1992年11月、勲三等旭日中綬章を受章した。2007年秋にウィーンから故郷である大阪に戻った。2011年3月27日、誤嚥性肺炎により94歳で死去した。

## 業績

### ビキニ水爆実験による被害の調査

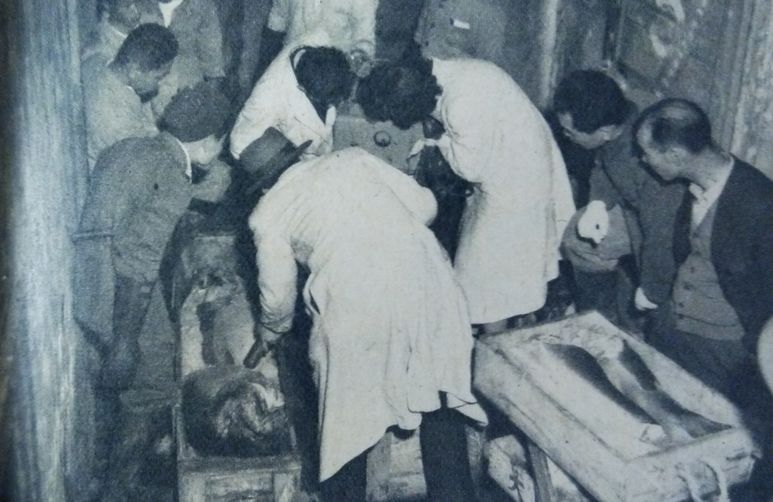
焼津港で「原爆マグロ」の放射線調査を行う西脇ら

1954年3月1日、アメリカ合衆国がビキニ環礁で行った水爆実験「ブラボー実験」によって放射能汚染が発生した。3月16日、西脇は大阪市からの要請を受けて大阪中央市場においてマグロの放射線量を測定し汚染を確認、その後焼津港に向かい第五福竜丸で船体の線量測定と放射性降下物の採取を行った。放射性降下物の分析は西脇が所属していた大阪市立医科大学の他に、東京大学、静岡大学でも行われた。
西脇はこの事件について、日本国外へ情報を伝達するという点においても重要な役割を果たした。第五福竜丸の測定を終えた翌日である1954年3月17日にはアメリカ原子力委員会宛てに手紙を出した。その後同年7月から11月にかけて欧州各国で講演を行い、10月にBBCラジオで行った講演は世界に向けて発信された。また、8月末にベルギーで開催された第1回放射線生物国際会議でジョセフ・ロートブラットに会った西脇は、放射性降下物の分析結果を伝えた。ロートブラットは放射性降下物にウラン237が大量に含まれていたことから、汚い水爆が使用されたことを見抜いた。ロートブラットからこのことを聞き及んだバートランド・ラッセルは核兵器廃絶を訴える科学者による声明であるラッセル＝アインシュタイン宣言を作成し、これが後にパグウォッシュ会議へと発展した。

### 保健物理学への貢献
ビキニ事件を受けて、西脇は「欧米で発展している保健物理学に日本においても力を入れるべきである」と主張した。1961年にアメリカ保健物理学会のカール・Z・モーガンからの要請を受け、西脇を含む8名の準備委員によって日本保健物理協議会（1974年に日本保健物理学会に改名）が設立された。西脇は日本保健物理協議会で会計委員、副委員長兼企画専門委員長、委員長を歴任し、1985年には日本保健物理学会名誉会員に選ばれている。
また、国際放射線防護学会 (IRPA)の設立のために活動し、1966年に初代副会長に選出された。その後も1970年から1977年までと1985年から1992年まで理事を務めた。

### 国際原子力機関において
1968年から1977年まで、国際原子力機関 (IAEA)に派遣され、安全環境保護部副部長に就任した。当初はIAEAへの派遣は1970年までの予定であったが、国連本部で行われたシンポジウム「原子力発電所と環境問題」の担当科学幹事を務めるために、東京工業大学の職を辞してIAEAに留まった。その後、ロンドン条約 (1972年)における放射性廃棄物に関する勧告案の取りまとめにも尽力した。

## 原子力利用に対する見解
西脇は第五福竜丸の被害を明らかにし、反核運動が高まる契機を作った。しかし、その一方で原子力の平和的利用には寛容であった。
東海発電所の原子炉について、1959年7月31日の原子力委員会公聴会において、西脇は「英国の事故や米国の想定データに基づけば、周辺の住民に大きな影響はない」と発言した。これに対して、物理学者の藤本陽一は「西脇の原発事故で発生する放射能の評価は低すぎる」と批判した。
1963年1月、アメリカ海軍の原子力潜水艦を日本の港へ寄港させる計画が明らかとなった。これについて西脇は「原子力潜水艦は堅固につくられており、平常時に放出される放射性物質も微量であるので危険性は少ない」と発言した。寄港に反対する湯川秀樹や藤本陽一らはこの発言を批判した。
西脇は近畿大学原子炉 (UTR)の設置を総長に進言、京都大学研究用原子炉 (KUR)の設置にあたり住民の理解を得るための活動をするなど原子力利用を推進した。